# Вальдштадт (Карлсруэ)
Вальдштадт (нем. Waldstadt) — район города Карлсруэ. Расположен к северу от центра города. Был создан в 1957 году, на базе Хардтвальда. Сегодня в нём проживают около 12.000 человек.
Граничит с городскими районами Хагсфельд на востоке, Ринтхайм и Остштадт на юге, и Нойройт на западе.

## История
Ввиду господствующего в послевоенное время жилищного кризиса в 50-е годы в Карлсруэ было зарегистрировано до 12.000 семей, как ищущих квартиру. Генератором идей района был тогдашний обер-бургомистр Гюнтер Клоц, который искал новые, краткосрочные решения для жилищного строительства.
Сначала район назывался Норд-Ост. В 1963 были зарегистрированы уже 8264 жителя в 2374 жилых единицах. Наряду с большими количеством сдаваемых внаём квартир, возникали также многочисленные дома для одной семьи и рядные дома, так что смешанное население из разных групп населения по размерам доходов проживало совместно.
Из-за старения и смерти многих владельцев жилья начального периода, происходило изменение уровня жизни и поселение стало преобладать в основном в больших многоквартирных домах.
В 1970-е годы Вальдштадт расширился на востоке участком застройки, расположенном на территории бывшего поля. С созданием Ойропеишешулле (Europäische Schule Karlsruhe) в Карлсруэ, район был ещё более расширен.

## Экономика и инфраструктура

### Инфраструктура
Первоначально создание инфраструктуры отставало от строительства жилых домов. Сегодня в Вальдштадте есть хорошая инфраструктура с 7 детскими садами, 5 школами, 3 церквями, 3 студенческими общежитиями и 2 домами престарелых. Имеются ещё 75 магазинов, хотя наиболее мелкие из них борются за выживание, конкурируя с крупными. В Вальдштадте расположено много культурных объектов. Имеется камерный оркестр Вальштадта, хор Вальштадта, театр, а также библиотека. Долгое время было недостаточно ресторанов, кафе и пабов. Таким образом для молодых людей Вальдштадта не было специализированных помещений для проведения досуга, однако ситуация улучшилась в начале 2008 года после открытия молодёжного клуба.

### Спорт
В спортивном парке «Трауготт-Бендер» («Traugott-Bender-Sportpark») есть возможность заниматься практически любым видом спорта, есть также бассейн.

### Транспорт
Вальдштадт связан трамвайной линией № 4, ведущей на Главный вокзал и в центр города, где возможна пересадка на другие линии трамвая.